# Englische Schule
Als Englische Schule (auch liberaler Realismus; englisch English School oder International Society) wird eine politikwissenschaftliche Denkschule bezeichnet, deren Kernaussage darin besteht, dass die Anarchie in den Internationalen Beziehungen dadurch aufgehoben wird, dass Staaten durch gemeinsame Werte, Normen und Institutionen in eine internationale Gesellschaft integriert sind.
Sie gilt als konstruktivistische Theorie, die aber das indeterministische System der Anarchie herausstellt. Sie ist stark vom Funktionalismus und Realismus beeinflusst.
Der Begriff ist durch den Forschungsschwerpunkt in Großbritannien geprägt, da die Hauptvertreter der Englischen Schule (u. a. Hedley Bull und Martin Wight) an der Oxford University und vor allem an der London School of Economics arbeiteten. Er wurde durch Roy Jones im Jahr 1981 in einer Kritik geprägt, in der er eigentlich dazu aufrief, die Englische Schule zu beenden. Moderner Vertreter ist der ebenfalls an der London School of Economic lehrende Barry Buzan.

## Geschichte und Vorgeschichte
Zwischen dem Ende des 19. Jahrhunderts und dem Ersten Weltkrieg entstand in Großbritannien die geistige Strömung eines liberalen Internationalismus. Namentlich John Atkinson Hobson publizierte Studien und Stellungnahmen zu den internationalen Problemen seiner Zeit, wie etwa ein Werk über den Imperialismus im Jahr 1902 und später über Wirtschaftsfragen und den Völkerbund. Norman Angell und Hobson warnten vor der Kriegsgefahr zwischen Großmächten.
In den 1930er Jahren verfassten David Mitrany und Edward Hallett Carr in England Schriften, die im Rückblick die Theorien des Funktionalismus und Realismus begründeten. Ab 1959 traf sich unter der Leitung von Herbert Butterfield, Martin Wight, Adam Watson und Hedley Bull das British Committee on the Theory of International Politics, um grundlegende Probleme und verschiedenste Gesichtspunkte (in Theorie und Geschichte) der internationalen Politik zu beleuchten. Im Jahr 1977 verfasste Hedley Bull The Anarchical Society: A Study of Order in World Politics. In den 1990er Jahren erfolgt die Weiterentwicklung durch die Zweite Generation.

## Theoretische Grundlage
Wight legt die drei Rs fest:
Realismus
eine anthropologisch pessimistische Weltsicht, siehe auch Realismus (Internationale Beziehungen).
Rationalismus
der zwar das realistische negative Weltbild teilt, aber eine Verbesserung durch Vernunft und Institutionen sieht.
Revolutionismus
kosmopolitischer Idealismus unter Annahme der Existenz universeller Werte.
Bull abstrahiert und reduziert diese in seinem Buch The Anarchical Society auf drei konkurrierende Geistestraditionen:
Realistisch-Hobbesianisch
ausgehend von der Vorstellung Thomas Hobbes sind Staaten in einem permanenten Kriegszustand. Friede ist nur vorübergehend möglich, da es keine Zentralgewalt gibt.
Universalistisch-Kantianisch
nach Immanuel Kant stehen nicht Staaten, sondern Individuen als Weltbürger im Fokus.
internationalistisch-Grotianisch
die Lehre von Hugo Grotius hält zwar an der bestehenden Anarchie (der Staaten) fest, arbeitet aber darauf hin, durch Regeln und Institutionen Konflikte zu begrenzen

## Staatengesellschaft
Eine Staatengesellschaft (International Society) ist eine über eine normale Gemeinschaft hinausgehende Organisation der zwischenstaatlichen Beziehungen. Sie ist abgegrenzt gegenüber dem Begriff des internationalen Systems (International System). Grundannahme ist, dass Staaten innerhalb einer internationalen Staatengesellschaft nicht nur eine mechanische Beziehung zueinander pflegen, wie das Mächtegleichgewicht suggeriert, sondern darüber hinaus gemeinsame Interessen und gegebenenfalls Identitäten haben. Ursprungsgedanke für Bull ist das gemeinsame Interesse, totalen Krieg (all-out war) zu verhindern und somit eine stabile Ordnung zu schaffen. Aus diesem Grund organisiert eine Gesellschaft gemeinsam vertretene Tiefenstrukturen, d. h. Primär-Institutionen (Mächtegleichgewicht, Völkerrecht, Management der Großmächte, Diplomatie, Krieg). Damit ist sie mehr als die bloße Ansammlung interagierender Staaten.

„A society of states (or international society) exists when a group of states, conscious of certain common interests and common values, form a society in the sense that they conceive themselves to be bound by a common set of rules in their relations with one another, and share in the working of common institutions.“

Zeigt sich nach erfolgter Etablierung einer Staatengesellschaft ein Rückgang in der Bedeutung, die Staaten den gemeinsamen Werten beimessen, fällt diese Gesellschaft zurück in den Zustand der Gemeinschaft. So bezeichnet Tim Dunne, einer der gegenwärtigen Vertreter der Englischen Schule, das Verhalten der Vereinigten Staaten nach den Terroranschlägen vom 11. September als teilweise imperialistisch, was der Idee einer Gesellschaft von Staaten widerspricht.

## Zweite Generation
Seit den 1990er Jahren etabliert sich eine zweite Generation der Englischen Schule, die mehr die Methodik als die Tradition der Englischen Schule ausbauen will.
Richard Little, Barry Buzan und Charles Jones versuchen, an anderen Schulen der Internationalen Beziehungen, wie Neorealismus und Konstruktivismus, anzuknüpfen.
Tim Dunne und Andrew Linklater besetzten die drei Rs von Wight derzeit mit Positivismus für den Realismus, Hermeneutik für den Rationalismus und die Kritische Theorie für den Revolutionismus um.